# 九州歯科大学
九州歯科大学（きゅうしゅうしかだいがく、英語: Kyushu Dental University）は、福岡県北九州市小倉北区真鶴二丁目6番1号に本部を置く日本の公立大学。1914年創立、1949年大学設置。略称は九歯大。

## 沿革

### 年表
- 1914年 私立九州歯科医学校設立。
- 1921年 四年制の九州歯科医学専門学校に昇格。
- 1944年 福岡県に移管し、福岡県立医学歯学専門学校に改称（医学科を併設）。
- 1947年 医学科・歯学科ともに旧制大学への昇格が認められず、医学科を福岡県立高等学校に転換、歯学科を福岡県立歯科医学専門学校に改称。
- 1949年 新制として九州歯科大学設置（歯学部歯学科）、福岡歯科衛生士養成所設置。
- 1950年 福岡歯科衛生士養成所を九州歯科大学に移管。
- 1953年 福岡歯科衛生士養成所を福岡県歯科衛生士養成所に改称。
- 1955年 福岡県歯科衛生士養成所を廃止し、1957年に福岡県立歯科衛生士養成所を設置。
- 1964年 福岡県立歯科衛生士養成所を九州歯科大学附属歯科衛生学院と改称。
- 1966年 大学院歯学研究科を開設。
- 2006年4月 公立大学法人九州歯科大学が設立され、同法人による設置運営へ移行。これに伴い、附属衛生学院は大学附属機関から、県立の専門学校となった。
- 2009年11月 歯学部口腔保健学科を認可、附属歯科衛生学院募集停止。
- 2010年4月 歯学部口腔保健学科を設置。
- 2011年3月 附属歯科衛生学院廃止。
- 2014年4月 大学院歯学研究科口腔保健学専攻（修士課程）を設置。
- 2014年5月 創立百周年記念式典を挙行。

## 教育および研究

### 組織

#### 学部
- 歯学部
  - 歯学科
  - 口腔保健学科

#### 大学院
- 歯学研究科（博士課程4年）
  - 歯学専攻
- 歯学研究科（修士課程2年）
  - 口腔保健学専攻

#### 附属機関
- 附属歯科衛生学院

附属歯科衛生学院は1949年に設置され、1950年に九州歯科大学に移管された福岡歯科衛生士養成所が1964年に改称したものである。1990年に専門課程を置く専修学校として認可され、1994年に修了者に「専門士」の称号を授与することを認められた。法人化後も、九州歯科大学附属と称し同一敷地内に置かれていたが、附属組織になりえなかった（学校教育法附則第5条 公立大学法人は、当分の間、大学及び高等専門学校以外の学校を設置することができない）。2010年度に学生募集停止。2011年3月に廃止された。なお、卒業証明の発行は大学法人が受任している。

## 大学関係者と組織

### 大学関係者一覧
- 福田仁一 - 公立大学法人九州歯科大学前理事長（前学長）日本口腔外科学会理事長
- 木村光孝 - 九州歯科大学名誉教授、元九州歯科大学小児歯科学講座教授、日本外傷歯学会会長、元日本小児歯科学会理事長
- 細川隆司 - 公立大学法人九州歯科大学歯学部長、歯学科教授、日本口腔インプラント学会専門医・指導医、日本補綴歯科学会専門医・指導医
- 中島昭彦 - 九州歯科大学卒業、元九州大学大学院歯学研究院口腔保健推進学講座咬合再建制御学分野教授
- 平下斐雄 - 九州歯科大学卒業、元鶴見大学歯科矯正学講座教授。元東京矯正歯科学会会長
- 花田信弘 - 九州歯科大学卒業、鶴見大学歯学部 探索歯学講座 教授
- 鱒見進一 - 副学長、口腔機能学講座顎口腔欠損再構築学分野教授。元日本磁気歯科学会理事長、日本顎顔面補綴学会理事長
- 七尾与史 - 九州歯科大学卒業、推理作家

## 対外活動
- 歯工学連携大学院
  - 九州工業大学と九州歯科大学は歯工学連携大学院の協定を締結し[2]、連携大学院を開設した[3]。歯工学連携教育研究センターを連携の拠点とし、歯学・工学を融合させた領域の教育研究を行う。歯工学連携キックオフシンポジウムが開催されている[4]。
- 北九州学術研究都市産学連携フェアへの参加
  - 北九州学術研究都市で行われる産学連携フェアには毎年参加し、産学共同研究成果などを出展している[5]。北九州学術研究都市では、九州歯科大学、北九州市立大学国際環境工学部・大学院国際環境工学研究科、九州工業大学大学院生命体工学研究科、早稲田大学大学院情報生産システム研究科、産業医科大学、英国クランフィールド大学、理化学研究所脳科学総合研究センター、安川電機などが連携している[6][7][8][9]。
- 九州工業大学との共同研究
  - 九州歯科大と九工大の共同研究チームはがん細胞から生成される酵素を使って、30分程度で口腔がんを診断する手法を開発した[10][11][12]。
- 4大学スクラム講座
  - 北九州市内の4大学（九州歯科大学、九州工業大学、産業医科大学、北九州市立大学）は、国公私立の大学間の垣根を越え連携し合い、単一の大学では実現できない講座を実施している[13][14][15]。
- 地域連携による「ものづくり」継承支援人材育成協働プロジェクト
  - 北九州市内の4大学（九州歯科大学、北九州市立大学、産業医科大学、九州工業大学）が、医療分野、福祉分野、工学・技術分野という専門性と特色を活かしつつ、学習内容を相互補完・拡充し、地域ニーズに応じた学際的職業人を育成する[16][17]。

## 交通
- 西鉄バス北九州「歯大前」停留所（小倉駅・八幡駅などからバス便あり）
- 西鉄高速バス　福岡 - 北九州線(いとうづ号) - 「歯大前」停留所
- 日豊本線 南小倉駅から徒歩15分